# Вторая Подгородняя
Вторая Подгородняя — деревня в Малоархангельском районе Орловской области России. Административный центр Октябрьского сельского поселения.

## География
Деревня находится на восточных границах города Малоархангельск, административного центра района, на расстоянии 70 км к юго-востоку от города Орёл, административного центра области.

## Население
| 2002 | 2010 |
| ---- | ---- |
| 575  | ↘565 |

### Национальный состав
Согласно результатам переписи 2002 года, в национальной структуре населения русские составляли 98 % из 575 чел.